# Echeveria fimbriata
Echeveria fimbriata är en fetbladsväxtart som beskrevs av C. H. Thompson. Echeveria fimbriata ingår i släktet Echeveria och familjen fetbladsväxter. Inga underarter finns listade i Catalogue of Life.